# Stettfurt
Stettfurt (toponimo tedesco; [ˈʃtetːfʊrt], localmente [ˈʃtøpfərt]) è un comune svizzero di 1 201 abitanti del Canton Turgovia, nel distretto di Frauenfeld.

## Origini del nome
Il nome è composto dal genitivo del sostantivo alto tedesco antico stat, che significa "luogo, posto, domicilio, paese, città", e dal sostantivo furt‚ "guado", qui forse "letto di ruscello, fossato".

## Storia
Stettfurt è menzionato per la prima volta nell'827 come Stetivurt; il comune è stato istituito nel 1817 per scorporo da quello di Matzingen.

### Simboli
La blasonatura dello stemma è «losangato di rosso e d'argento».

## Monumenti e luoghi d'interesse

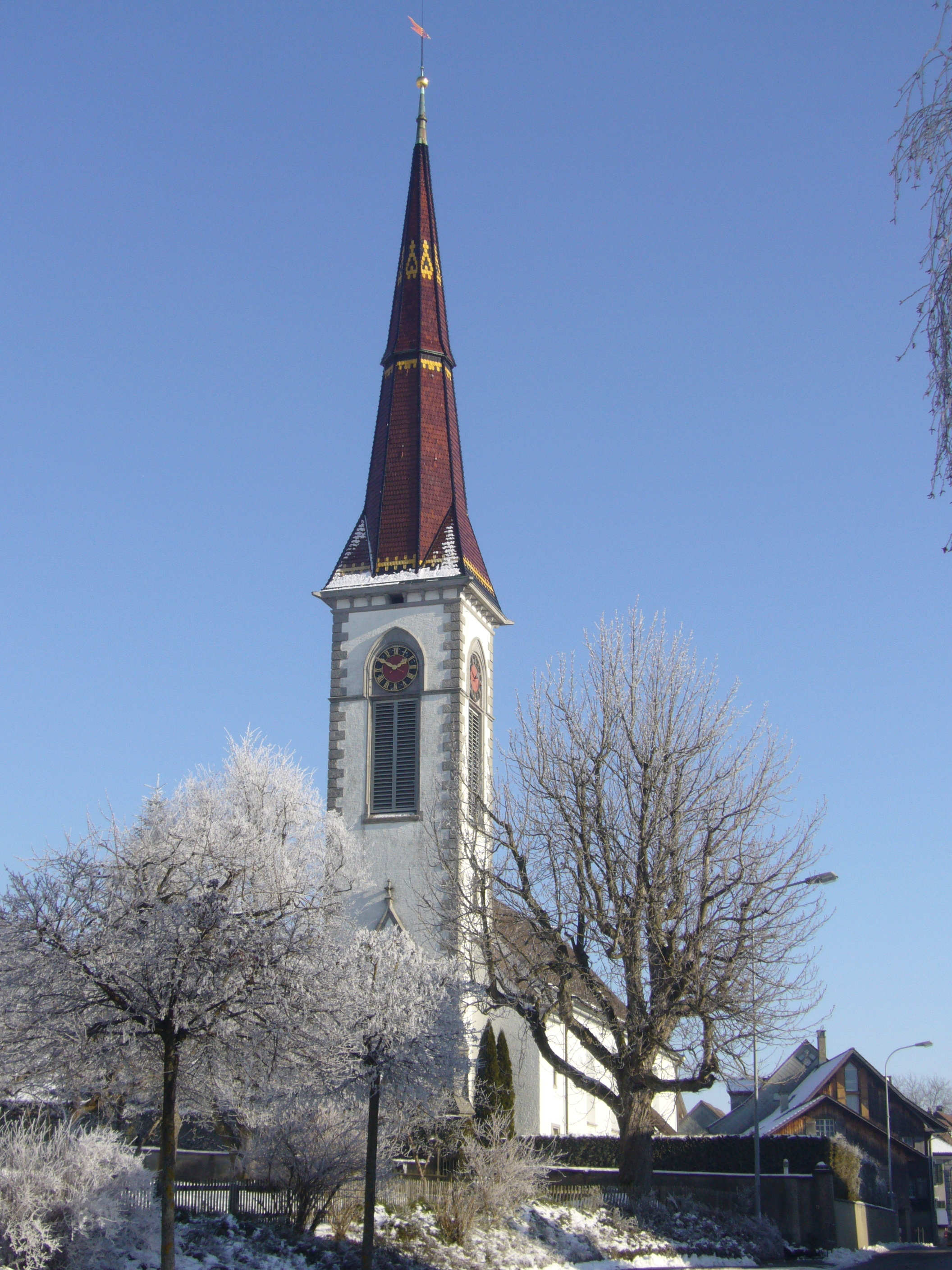
La chiesa riformata

- Chiesa riformata, eretta nel 1746[2].

## Società

### Evoluzione demografica
L'evoluzione demografica è riportata nella seguente tabella:
Abitanti censiti

## Amministrazione
Ogni famiglia originaria del luogo fa parte del cosiddetto comune patriziale e ha la responsabilità della manutenzione di ogni bene ricadente all'interno dei confini del comune.